# Josep Melcior Gomis i Colomer
Josep Melcior Gomis i Colomer (Ontinyent, 6 de gener de 1791 – París, 27 de juliol de 1836) va ser un compositor valencià del Romanticisme.

## Biografia

### Primers anys
Va nàixer a la ciutat d'Ontinyent el 6 de gener de 1791. Fill de músic i pintor Josef Gomis, va estudiar a la capellania de l'Assumpció de Santa Maria d'Ontinyent. Una de les capellanies més importants econòmicament del País Valencià. Les lliçons de música van arribar per part d'Antoni Soriano, gran mestre de capella de Santa Maria. En aquestos anys, els Gomis es relacionen amb els Osca, família poderosa maçònica del País Valencià, també resident a Ontinyent. A l'edat de 10 anys, Gomis marxa a València.
Va estudiar amb Josep Pons, Mestre de Capella de la catedral de València i les seues primeres composicions van ser de caràcter religiós. A València va viure amb Masarnau. Des de València eren diversos els viatges que realitzava a la seua estimada ciutat natal d'Ontinyent i a Els Alforins; on descansava a les propietats de Miquel Osca i Guerau, a l'heretat de La Nova Alcúdia. Va viure diversos actes revolucionaris a València, però per qüestions de la guerra del Francés, Gomis es traslladà a Madrid, on va estrenar el drama unipersonal (amb un personatge sol i estrenat prèviament a València) La aldeana sense massa èxit.

### Vida entre París i Londres
Degut a la seua vinculació amb la facció liberal va haver d'exiliar-se a França en pujar al tron Ferran VII, l'any 1823. Va viatjar a París. Amic de Masarnau, Berlioz, Rossini, Meyerbeer, va començar a obtenir renom en els cercles parisencs.
El 1827 va viatjar a Londres on va estrenar la cantata L'hivern amb molt bona acollida i on va publicar diverses cançons sobre tema espanyol.

### Retorn a París
Retornat a París compon diverses òperes sobre text francès entre les que cal esmentar Le diable à Seville, Le portefaix, Rok le barbu i Le revenant. D'aquesta darrera òpera se n'ha fet una edició crítica a càrrec de l'Instituto Complutense de Ciencias Musicales el 2001, que posteriorment es va representar al Teatro de la Zarzuela de Madrid i a Tolosa de Llenguadoc. La ploma sarcàstica d'Hector Berlioz que tant va arremetre contra Rossini, sempre va ser complaent amb la música de Josep Melcior Gomis. L'obra Gomisiana, àmplia i complexa, posseeix un caràcter diferent i molt personal, front a la música italianitzant imposada per Rossini.
També va compondre música incidental per al drama Aben Humeya de Francisco Martínez de la Rosa, i un manual de cant famós a l'època que es va utilitzar a Mèxic i als Estats Units: Méthode de solfège et de chant. 1ere partie (Paris: l'Autor, 1826 Reproducció). Aquest manual de cant va estar recomanat per Boieldieau i el mateix Rossini.

### Himne de Riego

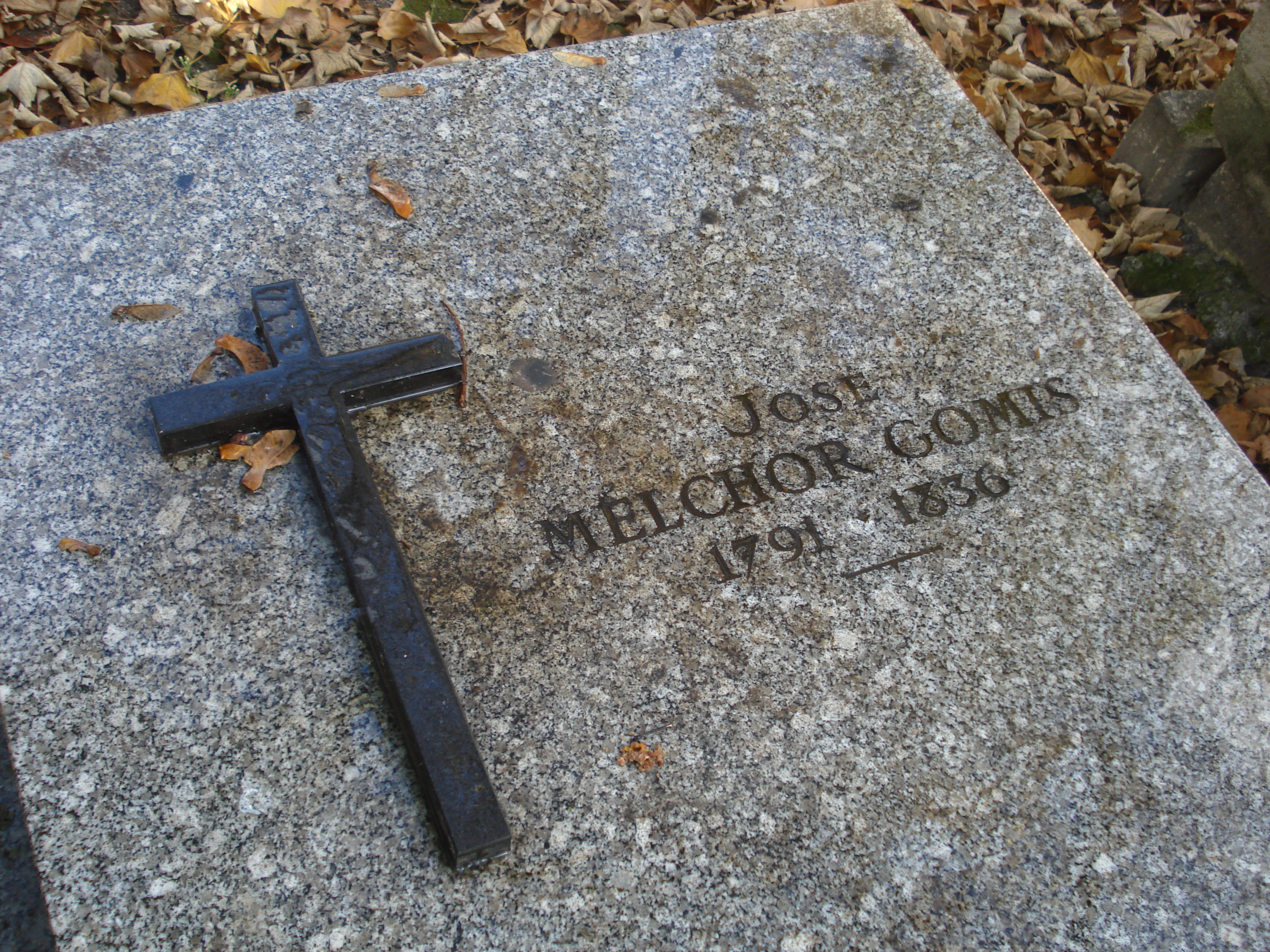
Tomba de Gomis al cementeri de Montmartre, París.

Se li ha atribuït l'autoria de l'Himne de Riego, himne cantat a diverses revolucions, i himne oficial de la República Espanyola, encara que aquest extrem no està totalment demostrat. No obstant això, l'any 1823 es va publicar un manual de cançons patriòtiques de Cabrerizo on l'himne de Riego i diversos himnes restants són signats pel mateix Melcior Gomis. També es conserven documents del ministeri d'Interior francès on se cita a Gomis com l'autor de l'Himne de Riego. A més es conserven imatges de l'original que es conservava a Ontinyent, gràcies a l'herència arreplegada pel músic Bonastre, el que confirma quasi totalment l'autoria. Actualment l'investigador Miquel Àngel Múrcia i Cambra està intentant demostrar els orígens musicològics de l'himne de Riego, com ja apuntara Joan Fuster. L'himne té arrels musicològiques d'una cançó popular d'Ontinyent i les comarques centrals valencianes.
En la tardor de 2010, l'editorial catalana la mà de guido, va publicar La Primavera, edició a càrrec de Miquel Àngel Múrcia i Cambra.
L'any 2005 es va identificar a l'arxiu històric d'Ontinyent un manuscrit amb la segona part inèdita del manual de Cant i Solfeig, que es troba en procés d'estudi.
Es conserven obres seues al fons musical de la catedral del Sant Esperit de Terrassa (TerC).

## Òperes
- Sensibilidad y prudencia o la Aldeana, Madrid, 1821
- Le Favori, no estrenada, 1829
- La Damnée, no estrenada, 1831
- Le Diable à Seville, París, 1831[3]
- Botany Bay, no estrenada, 1832
- Le Revenant, París, 1833
- Le Portefaix, París, 1834
- Le Comte Julien, no estrenada, 1836
- Rock le Barbu, París, 1836